# ریکاردو ماستریلی
ریکاردو ماستریلی (انگلیسی: Riccardo Mastrilli؛ زادهٔ ۳۰ مهٔ ۱۹۹۷) بازیکن فوتبال است.